# Enrico Minutolo
Enrico Minutolo (Napoli, 1350 circa – Bologna, 17 giugno 1412) è stato un cardinale e arcivescovo cattolico italiano, arcivescovo di Napoli dal 1389 al 1400.

## Biografia

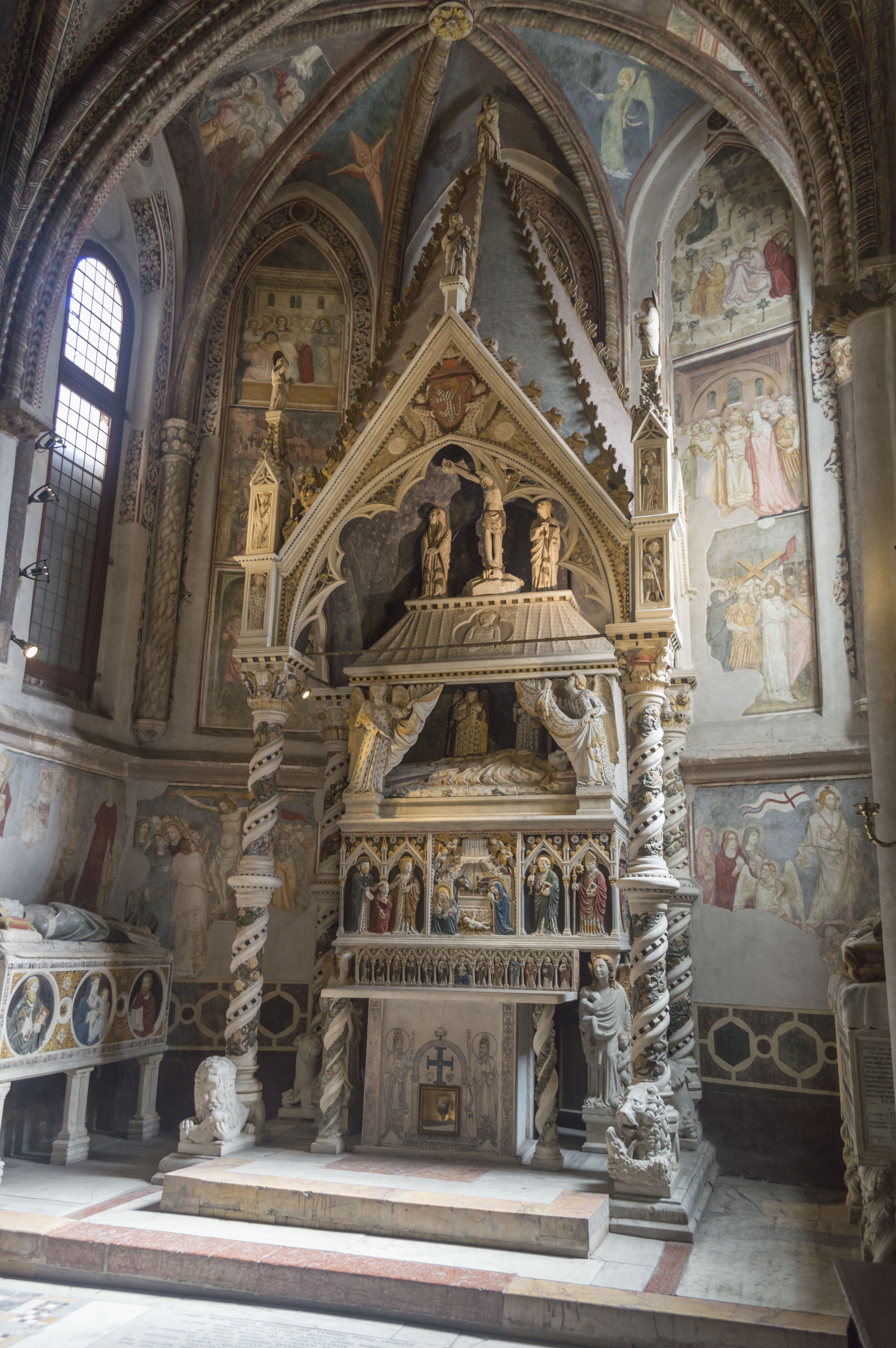
Sepolcro del cardinale Minutolo nella cappella dei Capece Minutolo nella Cattedrale di Napoli.

Nominato vescovo di Bitonto nel 1382, fu promosso alla sede metropolitana di Trani nel 1383. Nel settembre del 1389 fu nominato arcivescovo di Napoli da papa Urbano VI, suo congiunto, poco prima della morte di questi.
Fu creato cardinale da papa Bonifacio IX nel concistoro del 18 dicembre 1389 con il titolo di cardinale presbitero di Santa Anastasia. Fu camerlengo del Sacro Collegio dal 1390 fino alla morte. Papa Gregorio XII lo nominò arciprete della Basilica Liberiana. Rimase arcivescovo di Napoli fino al 13 febbraio 1400.
Partecipò al conclave del 1404 che elesse papa Innocenzo VII. L'anno successivo fu nominato vescovo di Frascati.
A partire dal 1408 fu decano del Sacro Collegio. Nel 1409 partecipò al Concilio di Pisa, che elesse l'antipapa Alessandro V; questi confermò il Minutolo come camerlengo unitamente al cardinale Amedeo di Saluzzo.
Nel 1409 fu trasferito, su sua richiesta, alla diocesi di Sabina, così da porre fine alla contesa con il cardinale Pierre Girard, creato cardinale vescovo di Frascati dall'antipapa Benedetto XIII. Partecipò anche al conclave del 1409 che elesse l'antipapa Alessandro V e a quello del 1410 che elesse l'antipapa Giovanni XXIII. Dal nuovo antipapa fu inviato come legato a Bologna e fu anche vicario generale a Ferrara ed in Friuli.
Morì il 17 giugno 1412 a Bologna e fu sepolto nella cappella dei Capece Minutolo nella Cattedrale di Napoli.